# Mario Piqué
Mario Stephanus Piqué (10 oktober 1966) is een voormalig Nederlands profvoetballer die inzetbaar was als verdediger of verdedigende middenvelder. Hij werd geboren in Suriname en kwam op 3-jarige leeftijd met zijn ouders naar Nederland.
Piqué maakte relatief laat de overstap naar het betaald voetbal. Op 22-jarige leeftijd werd hij door Go Ahead Eagles overgenomen van amateurclub VV Rheden. Hij maakte op 12 augustus 1989 als invaller zijn competitiedebuut tijdens de wedstrijd NAC - Go Ahead Eagles. Na drie seizoenen kwamen de Deventer club en VVV-Venlo een spelersruil tussen hem en Niels Gerestein overeen. Hij speelde slechts één seizoen bij de Venlose eerstedivisionist, waarna hij terugkeerde naar de amateurs. Daar kwam hij nog uit voor onder andere VV SJN en SV de Paasberg.

## Statistieken
| Seizoen | Club            | Land      | Competitie     | Wed. | Goals |
| ------- | --------------- | --------- | -------------- | ---- | ----- |
| 1989/90 | Go Ahead Eagles | Nederland | Eerste divisie | 33   | 2     |
| 1990/91 | Go Ahead Eagles | Nederland | Eerste divisie | 36   | 2     |
| 1991/92 | Go Ahead Eagles | Nederland | Eerste divisie | 28   | 2     |
| 1992/93 | VVV             | Nederland | Eerste divisie | 14   | 0     |
| Totaal  | Totaal          | Totaal    | Totaal         | 111  | 6     |